# カンタスリンク
カンタスリンク（QantasLink）はオーストラリアでコミューター路線を運航するカンタス航空の子会社の総称およびそのブランド名。加盟航空会社はワンワールドの系列メンバーでもある。IATAコードはカンタス航空と共通の「QF」を使用しているが、ICAOコードとコールサインは4社がそれぞれ別々のものを使っている。

## 歴史
もともとカンタス航空の子会社は各々が独自の航空会社名で運航をしておりそれぞれに共通性がなかったが、2002年にコミューター路線を運航するエアリンク、サンステート航空、イースタン・オーストラリア航空、サザン・オーストラリア航空の4社が共通のブランドとしてカンタスリンクを創設した。その後すぐにカンタス航空がインパルス航空を買収したことにより獲得した地方路線をカンタス航空から買収した。当時カンタス航空はこれらの路線にボーイング717を使用していたがこれらの地方路線から撤退後新しく設立した格安航空の子会社ジェットスター航空にボーイング717を移籍させ、2005年から2006年にかけてジェットスター航空がエアバスA320を導入したことでこのボーイング717がカンタスリンクのものとなった。しかし現在これらの機体はカンタスリンクのナショナル・ジェット・システムズ（旧エアリンク、現コブハム）によってオーストラリアの西部や北部で運航されている。

## 就航都市
イースタン・オーストラリア航空
- シドニー
- メルボルン
- キャンベラ
- オルベリー
- ローンセストン
- ロード・ハウ島
- タムワース
- アーミデイル
- コフスハーバー
- ダボ
- モリー
- ナラブリ
- ポートマクォーリー
- ウォガウォガ
- ミルデューラ
- ダベンポート
- アデレード
- ポートリンカーン

サンステート航空
- ブリズベン
- ケアンズ
- キャンベラ
- マッカイ
- タウンズビル
- ウェイパ
- ロード・ハウ島
- ハミルトン島
- 木曜島
- ホーン島
- バーコールデン
- ロングリーチ
- ビロエラ
- ブラックウォーター
- ブラックオール
- エメラルド
- バンダーバーグ
- グラッドストーン
- ロックハンプトン
- ローマ
- ハービーベイ
- チャールビル

アライアンス航空
- アデレード
- ブリズベン
- パース
- マッカイ
- ポートヘッドランド
- カラッサ
- オリンピックダム

ナショナル・ジェット・システムズ
- ケアンズ
- パース
- ダーウィン
- アリススプリングス
- ウルル（エアーズロック）
- ポートヘッドランド
- カルグーリー
- ブルーム
- カラッサ
- ニューマン
- パラバデュー
- ゴーブ

## 保有機材

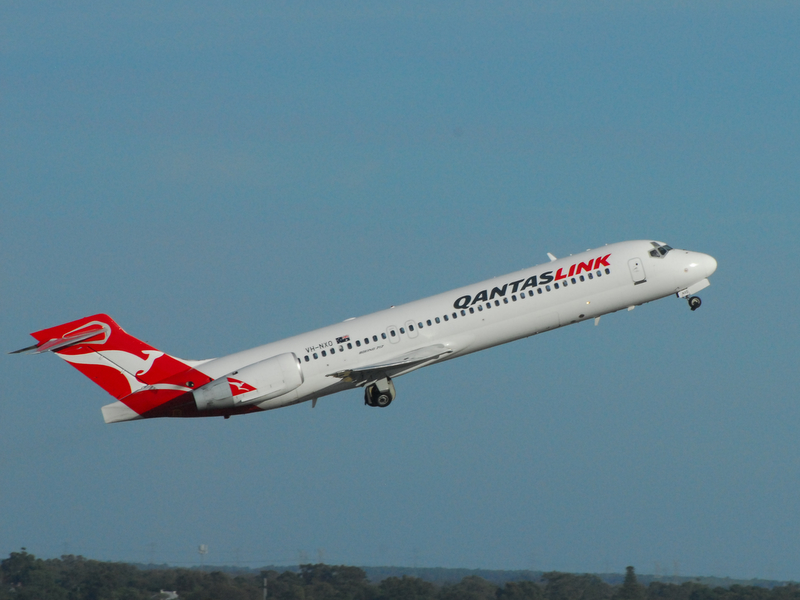
ボーイング717

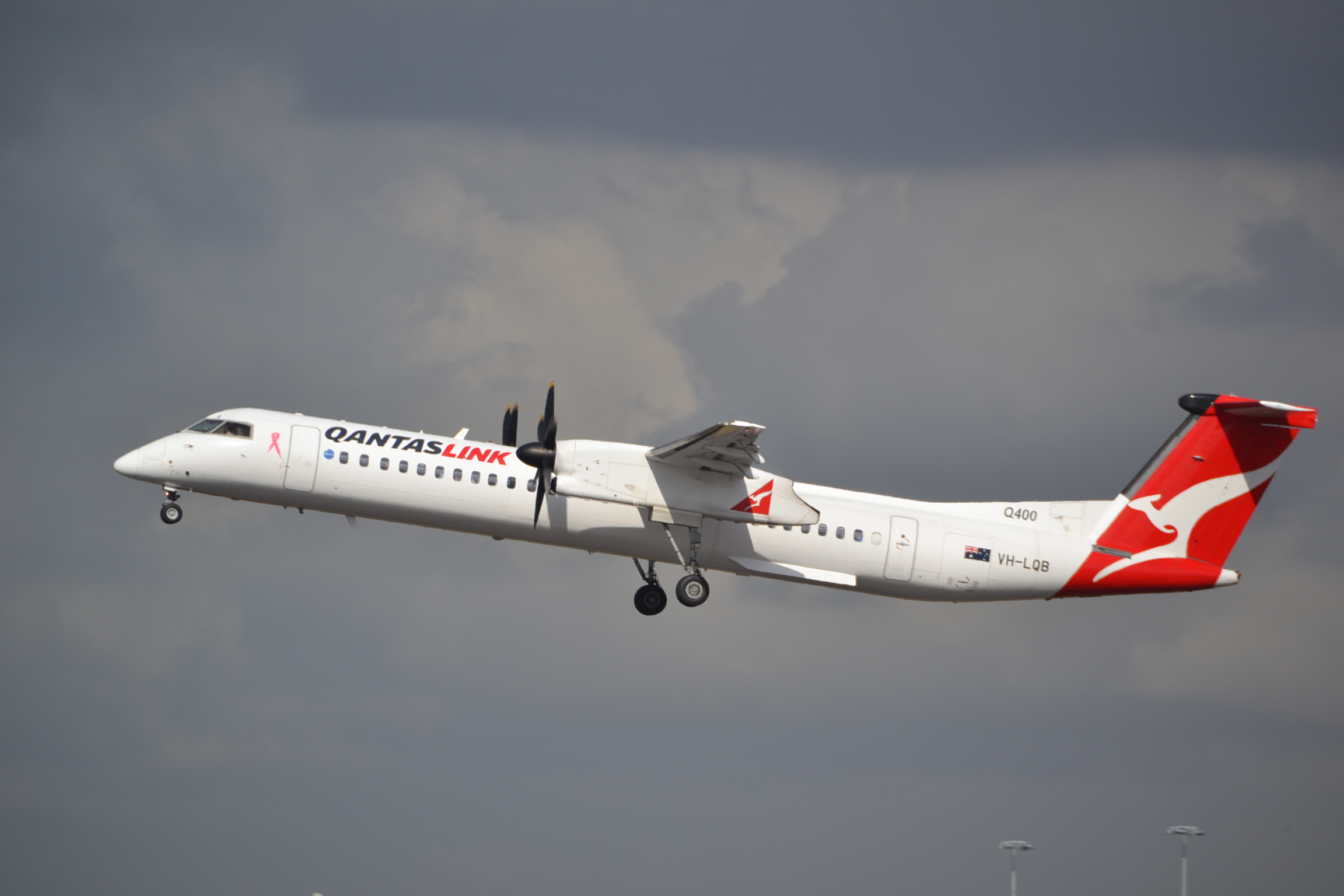
ボンバルディア DHC-8 Q400

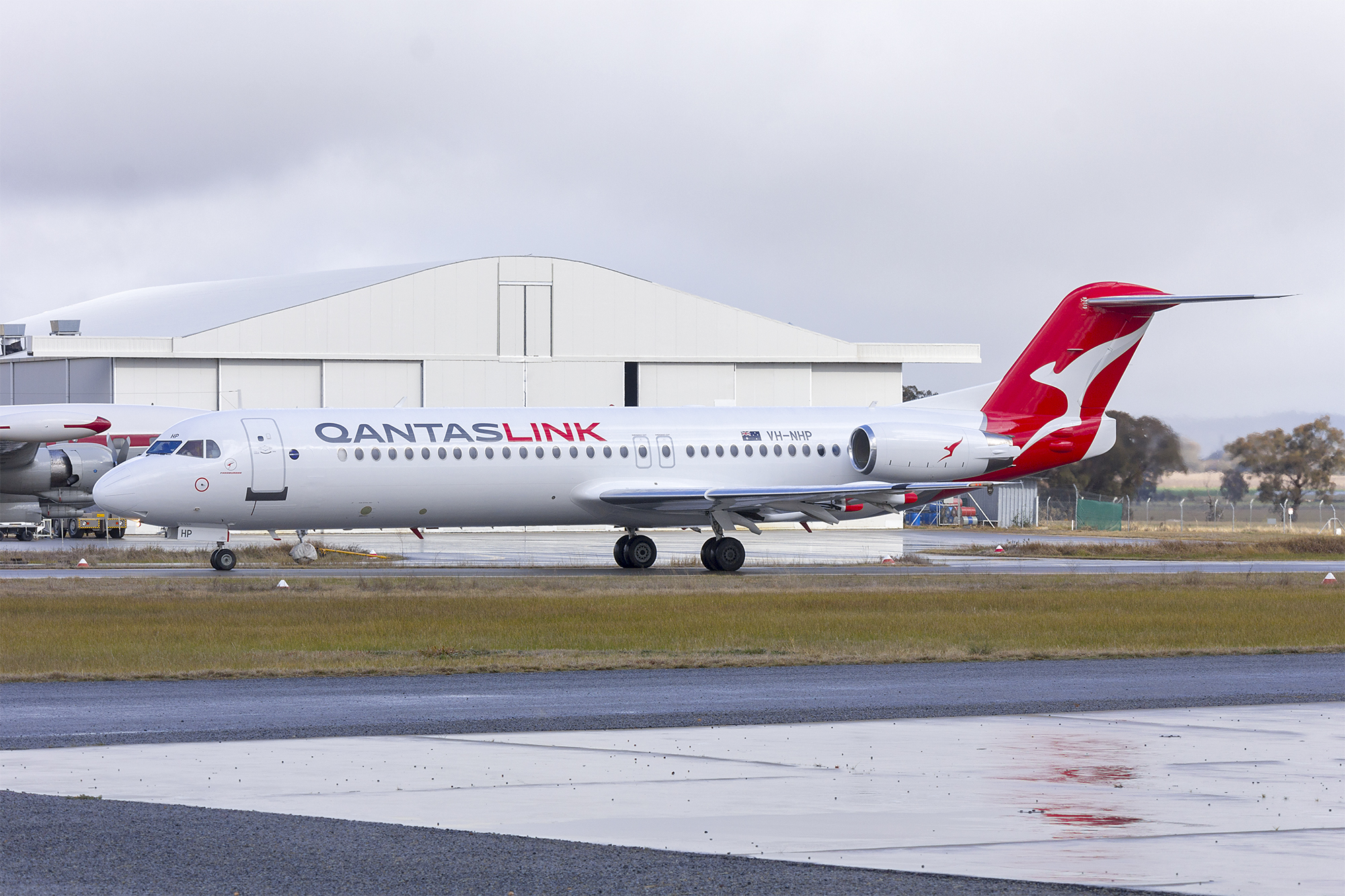
フォッカー 100

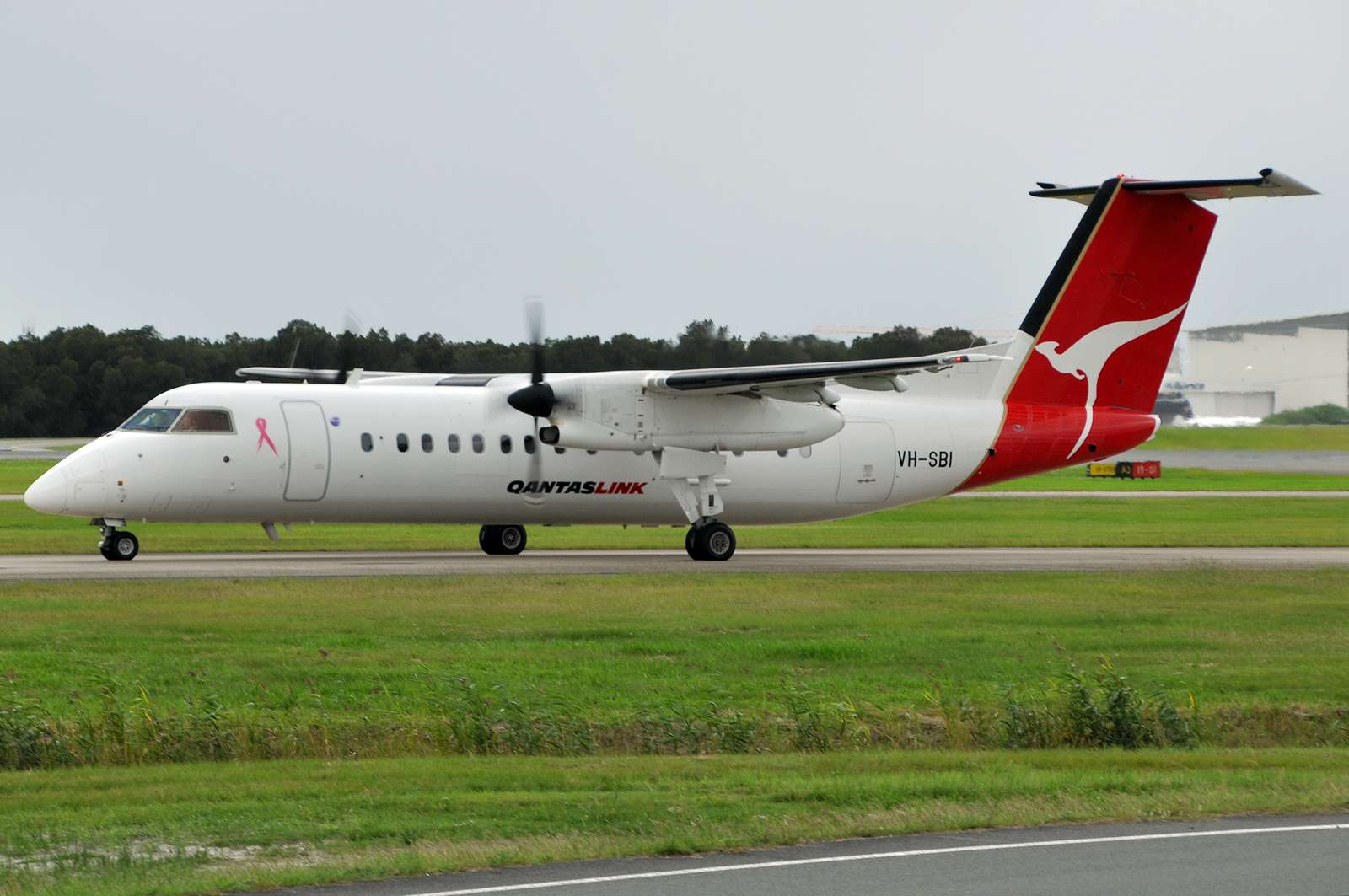
ボンバルディアDHC-8 Q300

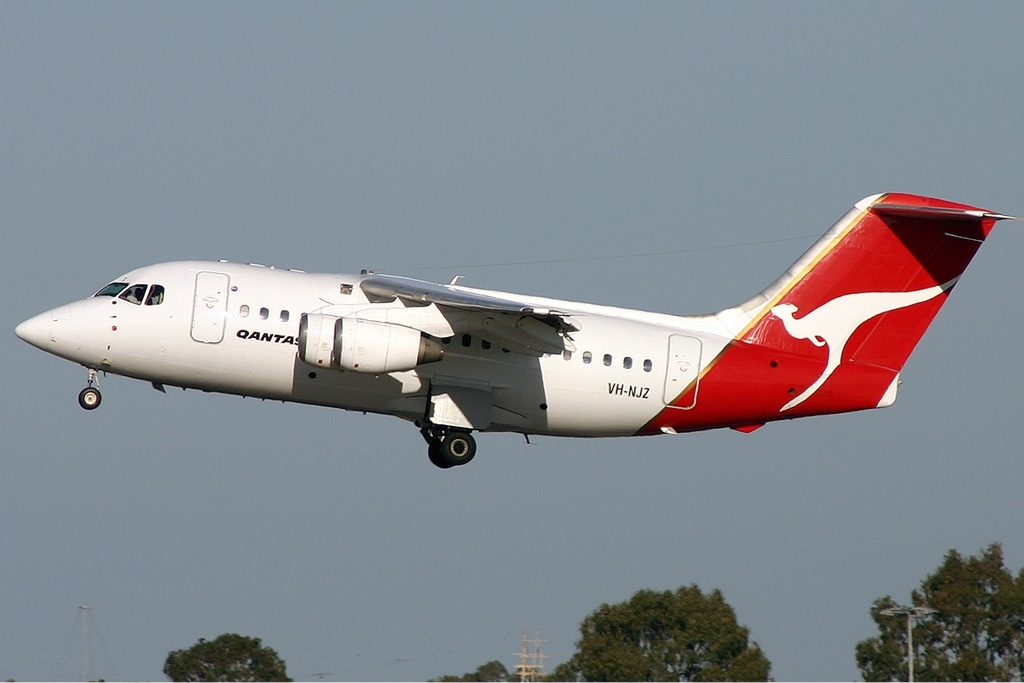
かつて運用されていたBAe 146-100

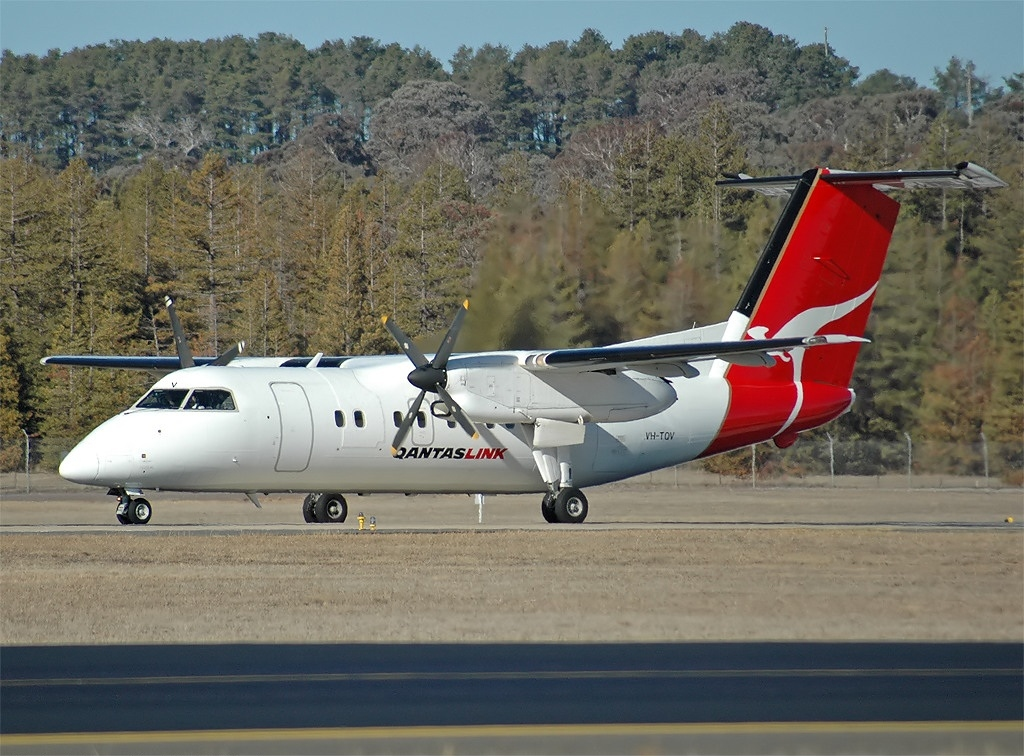
かつて運用されていたボンバルディア DHC-8 Q100

現在カンタスリンクで使用されている機材は以下の通り。

## 事故・事件
2003年5月29日、メルボルン発ローンセストン行のカンタス航空1737便でハイジャック未遂事件がおきた。また2008年2月7日ゴーブ発ダーウィン行カンタス航空1944便がダーウィン国際空港に着陸時最終アプローチで急降下し機体が損傷するという被害があった。この機体はダーウィン国際空港でボーイング社によって修理されたあと約3ヶ月後の5月17日に航路に復帰した。